# Польская Народная Республика
По́льская Наро́дная Респу́блика (пол. Polska Rzeczpospolita Ludowa, PRL), сокращённо ПНР — унитарная социалистическая республика в Центральной Европе, существовавшая с 1952 по 1989 год, предшественник современной Республики Польша. ПНР была государством-союзником СССР — правила коммунистическая Польская рабочая партия (ППР), а затем Польская объединённая рабочая партия (ПОРП) как партия-гегемон, при формальном существовании групп-сателлитов, т. н. союзные партии (Объединенная народная партия, Демократическая партия). Один из главных участников Варшавского договора, входивший в эту организацию в течение всего времени её существования.
Территория Польши была освобождена от немецкой оккупации в 1944—1945 годах. Первое время на занятых Красной армией территориях управление страной осуществляли просоветские Польский комитет национального освобождения и Крайова Рада Народова во главе с Болеславом Берутом. В июне 1946 года в стране прошёл референдум, отменивший верхнюю палату парламента и обозначивший согласие общества на проведение социалистических реформ, а в январе 1947 года прошли парламентские выборы в Сейм, на которых подавляющее число мест получил возглавляемый ППР Демократический блок. Выборы и референдум не были свободными: избирательные комиссии контролировались ППР, во время них проводились репрессии против оппозиции, результаты референдума и выборов были сфальсифицированы при прямом содействии МГБ СССР. Чуть позже была принята временная «Малая конституция» по которой официальное название страны сохранялось как «Республика Польша» (Rzeczpospolita Polska). В 1952 году её сменила постоянная конституция страны, утвердившая, в частности, название «Польская Народная Республика». В 1956 году Берут умер. В результате «польского Октября» к власти пришёл Владислав Гомулка (он уже являлся генеральным секретарём ПОРП в 1943—1948 годах). Поначалу он казался реформатором (отсюда и название первых лет его правления — «Гомулковская оттепель»), но к середине 1960-х стал более консервативен, поддержал ввод войск Варшавского договора в Чехословакию в 1968 году, боролся с анти-коммунистической оппозицией. В 1970 году было решено повысить цены на продукты питания, что привело к массовым протестам и забастовкам, из-за чего Гомулка ушёл в отставку.
Гомулку сменил Эдвард Герек, более мягкий политик, выступавший за поиск компромисса с обществом и сотрудничеством с католической церковью (в частности, он разрешил въезд в страну папы римского Иоанна Павла II, поляка по рождению и национальности). При нём Польша стала самой либеральной страной среди стран Варшавского договора. К концу 1970-х экономическая ситуация в стране стала ухудшаться, что привело к новым антикоммунистическим настроениям, а Герек стал терять популярность в партии и доверие у политического руководства СССР. Летом 1980 года в стране вспыхнули новые массовые забастовки, в результате которых были подписаны Августовские соглашения, одним из последствий которых стало возникновение профсоюза «Солидарность». Это окончательно подорвало доверие партии к Гереку и в сентябре 1980 года его сняли с должности. На короткое время его сменил Станислав Каня, который также пытался идти на безуспешные переговоры с протестовавшими профсоюзами. Понимая, что без применения силы улучшить обстановку в стране и укрепить режим не получится, ПОРП в октябре 1981 года назначила своим генеральным секретарём Войцеха Ярузельского, тогда министра обороны ПНР и политика «твёрдой линии». В декабре 1981 года он ввёл в стране военное положение, с помощью которого удалось на некоторое время сокрушить оппозицию и заставить «Солидарность» уйти в подполье.
В июле 1983 года военное положение было отменено. Его введение лишь усугубило экономическую ситуацию и антиправительственные настроения в обществе. Вспыхнувшие в мае 1988 года забастовки заставили правительство пойти на переговоры с оппозицией. С февраля по апрель 1989 года в Варшаве проходили переговоры Круглого стола, завершившиеся соглашением, по которому Польша демократизировалась: возрождались институт президентства и Сенат. Первые выборы в Сейм и Сенат после переговоров прошли в июне 1989 года. По результатам «Солидарность», снова ставшая легальной в 1989 году, заняла 35% мест в Сейме и 99 из 100 мест в Сенате. Ярузельский в июле 1989 года стал первым президентом современной Польши. Польская Народная Республика перестала существовать в декабре 1989 года, когда в её конституцию были внесены поправки, убравшие все упоминания социализма и вернувшие стране название «Польская Республика». В январе 1990 года была упразднена ПОРП. Войцех Ярузельский оставался президентом до декабря 1990 года, когда его в результате выборов сменил лидер «Солидарности» Лех Валенса. В октябре 1991 года в Польше прошли выборы, с проведением которых трансформация политического строя завершилась. Сменившая версию 1952 года новая конституция Польши была принята весной 1997 года.

## История
В то время, когда Красная Армия перешла Западный Буг, в СССР находилась делегация Крайовой Рады Народовой, имевшая полномочия Польской рабочей партии и близких к ней идеологических партий. 21 июля 1944 года в Москве был создан Польский комитет национального освобождения (ПКНО) из представителей левых партий под руководством ППР. ПКНО принял на себя функции временного правительства Польши. Этому органу было подчинено Войско Польское, органы безопасности, гражданская милиция. 31 декабря 1944 года был принят декрет о преобразовании ПКНО во Временное правительство Польской Республики (пол. Rząd Tymczasowy Rzeczypospolitej Polskiej). 31 декабря 1944 года Крайова Рада Народова провозгласила ПКНО Временным правительством Польской республики, на этом же заседании должность председателя КРН была преобразована в должность президента республики. 4 января 1945 года Советский Союз признал Временное национальное правительство Польской республики. Неспособность договариваться польского эмиграционного правительства так не понравилась Рузвельту, что на Ялтинской конференции Президент США Франклин Рузвельт предоставил СССР полное право на подавление всякого вооружённого сопротивления в тылах Красной Армии. Это означало политическое банкротство польского эмигрантского правительства и его подпольных структур в Польше.
Союзники СССР, поняв, что настоять на передаче власти в Польше Лондонскому правительству не удастся, на Ялтинской конференции пошли на компромиссный вариант, согласно которому правительство формировалось на базе Временного правительства Польской Республики «с включением демократических деятелей из самой Польши и поляков из-за границы», которое должно было провести свободные выборы. Однако «Временное правительство национального единства», сформированное в июне 1945 года и признанное союзниками, де-факто оказалось под контролем коммунистов, и референдум 1946 года и выборы, проведённые в январе 1947 года, в ходе которых победа нужных результатов (на референдуме) и возглавляемого ППР Демократического блока (на выборах) были обеспечены контролем ППР над избирательными комиссиями, репрессиями против оппозиции и масштабными фальсификациями, для которых были привлечены сотрудники Отдела «Д» МГБ СССР, легитимизировали установившийся в Польше режим, который возглавлялся Польской объединённой рабочей партией под руководством Болеслава Берута. В Лондоне вплоть до 1990 года продолжало существовать Польское правительство в изгнании.
Во время войны в Польше происходили массовые убийства еврейского населения нацистами. Имели место также редкие прецеденты репрессий и со стороны части коммунистического польского подполья. Последний крупный еврейский погром произошёл в 1946 году в Кельце, и в нём участвовали польские полицейские и военные. Холокост и антисемитская атмосфера послевоенных лет вызвали новый виток эмиграции из Польши. Отъезд евреев, выселение немцев из присоединённых к Польше немецких земель, а также установление новых границ с СССР и обмен с ним населением сделали Польшу практически моноэтническим государством.
Часть бойцов Армии крайовой в 1944—1945 годах вступила в вооружённую борьбу с просоветским режимом, установившимся в Польше, которую вела, созданная 7 мая 1945 года, подпольная организация «Делегатура сил збройных» (Delegatura Sił Zbrojnych, DSZ) (Делегация вооружённых сил), a в сентябре 1945—1948 годов — подпольная организация Wolność i Niezawisłość (WiN) (Свобода и Независимость). СССР проводил в Польше массовые акции против подполья силами армии и войск НКГБ. К 1948 году вооружённое сопротивление практически прекратилось. В общей сложности, антиправительственными вооружёнными формированиями  в 1945—1948 гг. были убиты 12 тыс. польских граждан (в том числе, 4300 военнослужащих Войска Польского и Корпуса Внутренней Безопасности).
В августе 1945 года на Потсдамской конференции было достигнуто соглашение о том, что южная часть Восточной Пруссии и территории Германии восточнее рек Одер и Нейсе (Померания, Нижняя Силезия и часть Бранденбурга) передаются Польше. С этих территорий было изгнано в Германию немецкое население, причём это зачастую сопровождалось насилиями и грабежами.
6 июля 1945 года между Временным правительством национального единства и правительством СССР было заключено соглашение об обмене населением между Польшей и СССР: лица польской и еврейской национальности, бывшие гражданами довоенной Польши и проживающие в СССР, получили право на выезд в Польшу, а лица русской, украинской, белорусской, русинской и литовской национальностей, проживающие на территории Польши, должны были переселиться в СССР. По состоянию на 31 октября 1946 г. из Польши в СССР переселилось около 518 тыс. чел., а из СССР в Польшу — около 1090 тыс. чел. (С. Максудов и В. Кабузан приводят цифру 1526 тыс. чел.) Польша стала мононациональным государством.
16 августа 1945 года в Москве был подписан договор между СССР и Польшей о советско-польской границе, по которому ряд территорий (в частности Белостокскую область) СССР передал Польше. В 1951 году состоялся обмен участками территорий между Польшей и СССР (УССР), причём население передаваемых территорий перед этим было отселено вглубь соответствующих государств.
В 1952 году была принята новая конституция, изменившая наименование страны на «Польская Народная Республика». Были окончательно упразднены уже почти полтора десятилетия не функционировавшие сеймики, повятовые и гминные советы, должности воевод, старост, бурмистров, войтов, воеводские, повятовые и гминные правления, их функции формально передавались национальным советам и их президиумам. Должность Президента также была заменена коллегиальным Государственным Советом. Были упразднены все административные и трудовые суды, государственный трибунал, верховная палата контроля, апелляционные суды, окружные суды и местные суды, их функции передавались воеводским судам и повятовым судам. В стране продолжала существование многопартийная система однако монопольным правом на выдвижение кандидатов обладал Национальный фронт, и в списках выдвинутых им относительное большинство закреплялось за ПОРП, при этом в сам Национальный фронт были включены общественные организации. Сама ПОРП была также реорганизована, должность председателя была упразднена, однако Болеслав Берут был сразу же избран Первым секретарём Центрального Комитета ПОРП. Молодёжные организации всех трёх легальных партий были объединены в одну — Союз польской молодёжи.
В 1956 году Берут умер в Москве вскоре после посещения XX съезда КПСС. К руководству партией пришёл Эдвард Охаб, занимавший пост первого секретаря ЦК ПОРП с марта по октябрь 1956 года. 28—30 июня произошли рабочие протесты в Познани, обернувшиеся уличными боями с десятками убитых. В результате общественных выступлений и внутрипартийной борьбы 21 октября 1956 года первым секретарём ЦК ПОРП был избран недавно освобождённый из тюрьмы Владислав Гомулка, начавший политику десталинизации. 26 октября 1956 был освобождён и вернулся к исполнению своих обязанностей примас Польши Стефан Вышиньский. В Варшаве, Кракове, Познани, Вроцлаве и Торуни сформировались Клубы католической интеллигенции, наиболее видной фигурой которых стал Тадеуш Мазовецкий.

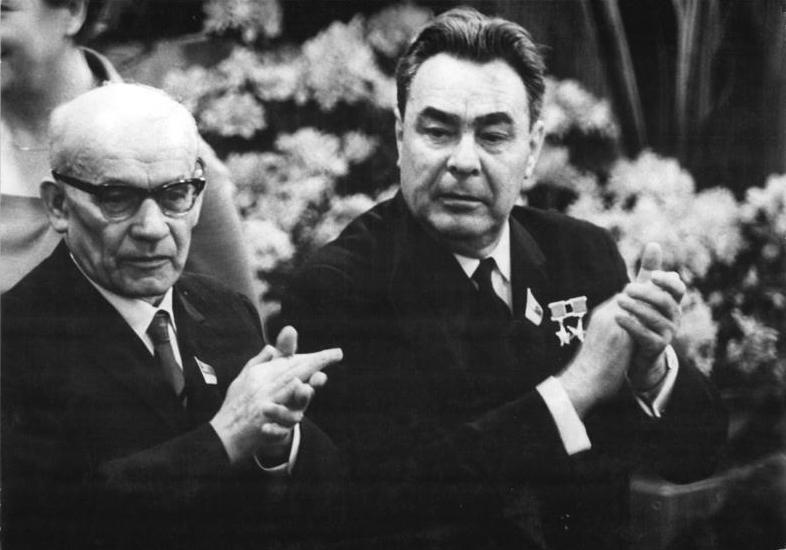
Владислав Гомулка и Леонид Брежнев. 1967 год

Тенденция либерализации, связанная с первым десятилетием правления Гомулки, закончилась после политического кризиса 1968 года, сопровождавшегося подавлением студенческих демонстраций и шовинистической «антисионистской» кампанией, в результате которой большинство остававшихся в Польше евреев вынуждено было покинуть страну.
7 декабря 1970 года в Варшаве канцлер Вилли Брандт и премьер-министр Юзеф Циранкевич подписали договор между ФРГ и Польской Народной Республикой о признании существующей границы по Одеру-Нейсе. Договор был ратифицирован немецким бундестагом 17 мая 1972 года.
В декабре 1970 года, после повышения цен на товары народного потребления и вызванных этим забастовок и массовых волнений в Гданьске, Гдыне и Щецине, Гомулка был сменён Эдвардом Гереком.
В 1975 году была произведена административная реформа — поветы были упразднены, а количество воеводств резко увеличено, а поветовые суды были переименованы в районные.
В 1976 году волна забастовок прокатилась по Варшаве и Радому. Оппозиционно настроенных рабочих и интеллигенцию леводемократического направления связывала созданная в 1976 году структура Комитет общественной самозащиты — Комитет защиты рабочих (КОС-КОР). Её возглавляли Яцек Куронь, Кароль Модзелевский и Адам Михник. В Гданьске и Щецине действовали Свободные профсоюзы Побережья, наиболее известными лидерами которых были Лех Валенса и Анджей Гвязда. Особняком стояла Конфедерация независимой Польши, созданная 1 сентября 1979 года и связанная с польской антикоммунистической эмиграцией (организация «Свободная Польша» базировалась в США). С 1977 года, после гибели студента-оппозиционера Станислава Пыяса, в университетских центрах действовали Студенческие комитеты солидарности.
Правительство Герека активно брало кредиты как на Западе, так и у СССР, что поначалу способствовало росту экономики, но к концу 1970-х годов, сделав долговое бремя непосильным (к 1980 году долг достиг 20 миллиардов долларов США), ввергло страну в социально-экономический кризис. По стране вновь прокатилась волна забастовок. С началом кризиса совпало избрание краковского кардинала Войтылы римским папой под именем Иоанна Павла II в октябре 1978 года, крайне накалившее обстановку в стране, в которой католическая церковь была влиятельной силой и оплотом сопротивления властям.
1 июля 1980 года правительство, вынужденное из-за необходимости выплачивать долги, ввело режим всемерной экономии, ввело коммерческие цены на мясо. Результатом этого была волна забастовок, фактически парализовавшая к концу августа Балтийское побережье и впервые закрывшая угольные шахты Силезии. Правительство было вынуждено пойти на уступки бастующим. 31 августа 1980 года рабочие судоверфи имени Ленина в Гданьске, которых возглавлял электрик Лех Валенса, подписали с правительством Августовские соглашения; аналогичные соглашения были подписаны в Щецине и Силезии. Ключевыми условиями этих соглашений была гарантия прав рабочих на создание независимых профсоюзов и на забастовки. После этого возникло и приобрело большое влияние общенациональное движение «Солидарность», лидером которого стал Валенса. После этого Герек был заменён на посту первого секретаря Станиславом Каней. Во время визита его в Москву 31.10.1980 СССР согласился предоставить Польше кредит 150 млн.долларов для частичного погашения её огромных долгов Западу в сумме 500 млн долларов.
Недовольство, подпитываемое разоблачениями коррупции, нарастало. Волна забастовок не стихала. Противостояние правящей ПОРП с «Солидарностью» дополнялось внутренним противоборством в ПОРП между умеренными прагматиками и ортодоксальным «бетоном». СССР концентрировал на границах с Польшей свои войска. В феврале 1981 года министр обороны генерал Войцех Ярузельский был назначен премьер-министром, а в октябре — первым секретарём ПОРП, сосредоточив в своих руках три поста наивысшего государственного значения.
К этому времени экономика страны уже агонизировала и Польша оказалась на грани голода. Лидер «Солидарности» Лех Валенса потребовал от правительства провести референдум о смене власти и всеобщих выборов в Сейм. 12 декабря лидеры «Солидарности» большинством голосов приняли резолюцию о всеобщей забастовке в случае запрета профсоюзной деятельности.
13 декабря 1981 года Ярузельский ввёл военное положение, действовавшее до июля 1983 года. В первые же дни военного положения более 3 тысяч ведущих активистов оппозиции были задержаны и направлены в центры интернирования. К концу 1981 количество интернированных составило 5128 человек. Всего за период военного положения интернированию подверглись 9736 человек (396 человек не удалось обнаружить). Немногие из лидеров «Солидарности» успели перейти на нелегальное положение. Среди них — Збигнев Буяк, Владислав Фрасынюк, Богдан Лис. Были также интернированы 37 бывших партийно-государственных руководителей, в том числе бывший первый секретарь ЦК ПОРП Эдвард Герек, бывшие председатели Совета министров Пётр Ярошевич и Эдвард Бабюх. Распущен Фронт единства нации, его функции перешли к гражданским комитетам национального спасения. За период военного положения 1981—1983 годов погибли более 100 активистов польской оппозиции (чаще всего говорится о 115 документально подтверждённых случаях). В 88 эпизодах причастность силовых структур ПНР признана доказанной. Наиболее известно похищение и убийство капеллана «Солидарности» Ежи Попелушко спецгруппой капитана Пиотровского. «Солидарность» под руководством Временной координационной комиссии вела подпольную борьбу, возникли и более радикальные группы сопротивления. 
Весной и летом 1982 в польских городах поднимались массовые протесты.
В 1982 году были проведены некоторые реформы — были восстановлены Государственный трибунал, Верховная палата контроля, должности воевод и бурмистров, созданы Конституционный суд и должность омбудсмена, вместо Фронта единства народа было создано Патриотическое движение национального возрождения, а в 1983 году военное положение было отменено. Однако власть оставалась в руках ближайшего окружения генерала Ярузельского, которое неофициально именовалось «Директорией».
Политика Перестройки, проводимая Горбачёвым, ослабила влияние СССР на Польшу, что привело к переменам в стране. В 1988 году «Солидарность» сумела инициировать общенациональную забастовку и вынудить Войцеха Ярузельского сесть за стол переговоров. В сентябре 1988 года представители правительства проводят первые встречи с Лехом Валенсой, на которых было достигнуто соглашение о созыве «круглого стола» между правительством и оппозицией. Круглый стол начал работу 6 февраля 1989 года. 4 апреля он завершился подписанием соглашения, главными пунктами которого было: проведение свободных выборов, введение поста президента и верхней палаты парламента (Сенат Польши). 
На выборах, состоявшихся 4 июня, «Солидарность» получила 99 % мест в Сенате и 35 % мест в Сейме, после чего сформировала правительство, которое возглавили премьер Тадеуш Мазовецкий и вице-премьер и министр финансов Лешек Бальцерович, начавшее радикальные рыночные и демократические реформы (т.н. шоковая терапия), либерализацию цен и приватизацию госсобственности. Президентом страны стал Ярузельский.
29 декабря 1989 года, путём изменения конституции ПНР, стране возвращено историческое название «Rzeczpospolita Polska» (Польская республика; по-русски — Республика Польша).
На президентских выборах 1990 года Валенса (после внушительной победы) был избран президентом Польши.

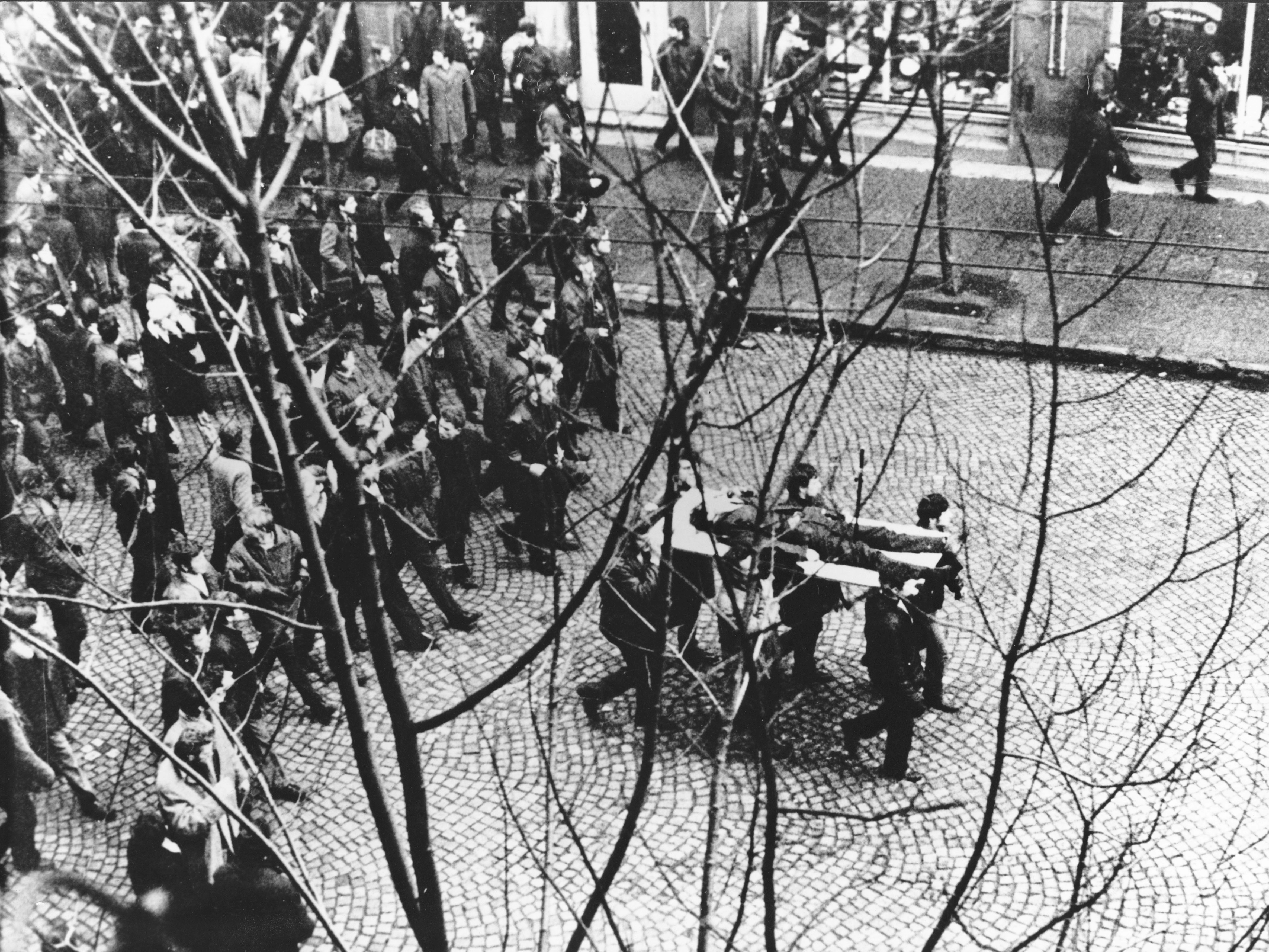
Польские протесты 1970 года в Гдыне: демонстранты несут тело Янека Вишневского (Збышек Годлевский).

### Социальное сопротивление
В Польской Народной Республике на протяжении всего её существования происходили циклические социальные протесты, связанные с ухудшением экономической ситуации и ограничением гражданских прав, начиная от отдельных заводов и, через целые города, до самых крупных городов, промышленных и академических центров. Эти протесты подавлялись силой, часто со смертельными случаями. На языке пропаганды их называли «событиями», «несчастными случаями» или «солнцестояниями».
Выбранные предупреждения:
- Забастовка докеров в Гданьске 1946 г.,
- Познанский июнь 1956 г.,
- Варшавский октябрь 1956 г.
- Забастовки в Новой Гуте 1960 г.
- кризис в марте 1968 г.
- Декабрь 1970 г.
- Радомские события 1976 г.,
- Люблинский июль 1980 г.,
- Августовские соглашения 1980 г.,
- Голодные марши 1981 г.
- Военное положение в Польше (1981—1983).

## Государственный строй
Польская Народная Республика — социалистическое государство. Конституция ПНР была принята 22 июля 1952 года (временная конституция — в 1947 году), существенные поправки были внесены в 1976 году. Законодательный орган — Сейм, избираемый народом сроком на 4 года. Коллективным главой государства до 1989 года был Государственный совет, избираемый Сеймом сроком на 4 года (с 1989 года — президент). Исполнительный орган — Совет Министров, назначался Сеймом.

## Административное деление
Территория Польши делилась на воеводства (województwo), воеводства на повяты (поветы) (powiat, до 1976 года) и городские повяты (powiat grodzki); повяты на города (miasto) и гмины (gmina), в период 1954—1972: города, оседлья (osiedle, мн. osiedla) и громады (gromada); городские поветы на дзельницы (dzielnica). Представительные органы местного самоуправления — национальные советы (rada narodowa), избиравшиеся народом сроком на 4 года, исполнительные органы местного самоуправления — президиумы национальных советов (prezydia), с 1976 года — воеводы (wojewodowie), президенты городов (prezydenci), начальники городов (naczelnicy miast), начальники дзельниц (naczelnicy dzielnic) и начальники гмин (naczelnicy gmin).

## Правовая система
Высшая судебная инстанция — Верховный суд (Sąd Najwyższy), суды апелляционной инстанции — воеводские суды (sądy wojewódzkie), суды первой инстанции — поветовые суды (sądy powiatowe, с 1976 года — районные суды (sądy rejonowe)). Орган конституционного надзора — Конституционный трибунал (Trybunał Konstytucyjny, с 1982 года, до этого отсутствовал). Суд по делам импичмента — Государственный трибунал (Trybunał Stanu, с 1982 года, до этого отсутствовал).
Польша была первой страной «социалистического лагеря», в которой были созданы институты Конституционного суда (1982) и омбудсмена (Rzecznik Praw Obywatelskich, 1986).

## Политические партии
Ведущую роль в стране первоначально играла марксистско-ленинская, прокоммунистическая Польская рабочая партия (ППР), а затем (с 1948 года) Польская объединённая рабочая партия (ПОРП). Кроме оппозиционной Польской крестьянской партии все другие массовые политические партии (которых после 1950 года было только две — Объединённая крестьянская партия и Демократическая партия) входили в возглавляемую ППР, а затем ПОРП коалицию (Демократический блок, с 1952 г.— Национальный фронт, с 1956 г.— Фронт единства народа, с 1982 г.— Патриотическое движение национального возрождения).
- Польская объединённая рабочая партия (ПОРП, пол. Polska Zjednoczona Partia Robotnicza, PZPR) — прокоммунистическая, социалистическая коалиционная партия (созданная «на основе принципов марксизма-ленинизма»), являлась правящей; возникла в результате объединения Польской социалистической партии (ППС) и Польской рабочей партии (ППР), которая, в значительной степени, являлась частично восстановленной Коммунистической партией Польши, возникшей в 1919 году путём объединения Социал-демократии Королевства Польского и Литвы и ППС — левицы, распущенной в 1937 году, воссозданной в 1940 году и окончательно распущенной в 1942 году.
- Объединённая народная (крестьянская) партия (Zjednoczone Stronnictwo Ludowe, ZSL) — сельская партия, образовалась в 1949 году путём соединения двух крестьянских партий: прокоммунистической Крестьянской партии (Stronnictwo Ludowe, SL) и антикоммунистической Польской крестьянской партии (Polskie Stronnictwo Ludowe, PSL).
- Демократическая партия (Stronnictwo Demokratyczne, SD) — либерально-социалистическая партия, основана в 1939 году.
- Партия труда (Stronnictwo Pracy, SP) — партия христианских демократов, основана в 1937 году, самораспустилась в 1950 г.
- «Ихуд» (пол. „Ichud”, ивр. האיחוד‎) — еврейская, сионистская либеральная партия, официально ликвидированная властями в 1950 г.
- «Поалей Цион» (пол. „Poalej Syjon”, ивр. פּוֹעֲלֵי צִיּוֹן‎) — еврейская, сионистская социал-демократическая партия, официально ликвидированная властями в 1950 году.
- «Бунд» (пол. „Bund”, идиш בונד) — еврейская, антисионистская социал-демократическая партия, самораспустилась в 1949 г.

В 1957—1980 годах в стране действовала парламентская оппозиция — Ассоциация «Знак».

## Силовые органы
- Вооружённые силы — Войско Польское (Wojsko Polskie, WP), также под названием: Народное Войско Польское (Ludowe Wojsko Polskie, LWP).
- Органы внутренних дел — Гражданская милиция (Milicja Obywatelska, MO), Добровольный резерв гражданской милиции (Ochotnicza Rezerwa Milicji Obywatelskiej, ORMO).
- Органы государственной безопасности — в период 1945—1954 годов: Министерство общественной безопасности (Ministerstwo Bezpieczeństwa Publicznego, MBP), играло ту же роль что и министерство внутренних дел в других государствах, по всей стране существовали воеводские, поветные, городские и гминные правления общественной безопасности (Urząd Bezpieczeństwa Publicznego, UBP или UB); с 1954 года — Комитет по делам общественной безопасности (Komitet do spraw Bezpieczeństwa Publicznego). В 1956 году учреждено новое Министерство внутренних дел (Ministerstwo Spraw Wewnętrznych, MSW), объединившее Службу безопасности (Służba Bezpieczeństwa, SB, ключевые функции выполняли III (политический) и IV (антицерковный) департаменты) с гражданской милицией. Существовали воинские подразделения государственной безопасности: Корпус внутренней безопасности (Korpus Bezpieczeństwa Wewnętrznego, KBW, 1945—1965), Надвислянские войсковые части Министерства внутренних дел (Nadwiślańskie Jednostki Wojskowe Ministerstwa Spraw Wewnętrznych, с 1965) и военизированные подразделения милиции: Моторизованная поддержка гражданской милиции (Zmotoryzowane Odwody Milicji Obywatelskiej, ZOMO, с 1956) и Внештатные отряды гражданской милиции (Nieetatowe Oddziały Milicji Obywatelskiej, NOMO), в период 1981—1983 гг. также: Резервные отряды гражданской милиции (Rezerwowe Oddziały Milicji Obywatelskiej, ROMO).

## Общественные организации
- Патриотическое движение национального возрождения (Patriotyczny Ruch Odrodzenia Narodowego, PRON), до 1982 года — Фронт единства народа (Front Jedności Narodu, FJN), до 1956 года — Национальный фронт (Front Narodowy), основан в 1952 году — коалиция политических партий (ПОРП, ДП и ОКП) и общественных организаций.

#### Молодёжные организации партий и молодёжные движения
- Союз польской молодёжи (Związek Młodzieży Polskiej, ZMP, 1948—1957), Союз социалистической молодёжи (Związek Młodzieży Socjalistycznej, ZMS, 1957—1976), Союз социалистической польской молодёжи (Związek Socjalistycznej Młodzieży Polskiej, ZSMP, с 1976) — молодёжные секции Польской объединённой рабочей партии.
- Союз борьбы молодых (Związek Walki Młodych, ZWM, по 1948) — молодёжная секция Польской рабочей партии.
- Организация молодёжи Общества Университета Рабочего[пол.] (Organizacja Młodzieży Towarzystwa Uniwersytetu Robotniczego, OM TUR, по 1948) — молодёжная секция Польской социалистической партии.
- Союз сельской молодёжи Польской Республики «Вичи» («Wici», Związek Młodzieży Wiejskiej RP «Wici», ZMW RP «Wici», по 1948) — молодёжная секция Крестьянской партии.
- Союз сельской молодёжи (Związek Młodzieży Wiejskiej, ZMW, 1957—1976 и с 1980) — молодёжная секция Объединённой крестьянской партии, в 1973—1976 гг. под названием: Союз социалистической сельской молодёжи (Związek Socjalistycznej Młodzieży Wiejskiej, ZSMW).
- Союз демократической молодёжи (Związek Młodzieży Demokratycznej, ZMD, по 1948) — молодёжная секция Демократической партии.
- Союз независимой социалистической молодёжи (Związek Niezależnej Młodzieży Socjalistycznej, ZNMS, по 1948), Союз академической польской молодёжи (Związek Akademickiej Młodzieży Polskiej, ZAMP, по 1950), Объединение польских студентов (Zrzeszenie Studentów Polskich, ZSP, 1950—1973 и с 1982), Социалистический союз польских студентов (Socjalistyczny Związek Studentów Polskich, SZSP, 1973—1982), Независимый союз студентов (Niezależne Zrzeszenie Studentów, NZS, с 1980) — студенческие организации.
- Союз польских харцеров (Związek Harcerstwa Polskiego, ZHP, существовал от 1916), также под названием: Польская харцерская организация, Харцерская организация Народной Польши, Харцерская служба Социалистической Польши — детско-юношеская организация.

#### Профсоюзы
- Объединение профсоюзов (Zrzeszenie Związków Zawodowych), до 1949 года — Объединение трудовых профсоюзов рабочих (Zrzeszenie Pracowniczych Związków Zawodowych).
- Всепольское соглашение профсоюзов, ВСПС (Ogólnopolskie Porozumienie Związków Zawodowych, OPZZ, с 1984).
- Независимый самоуправляемый профсоюз «Солидарность» (Niezależny Samorządny Związek Zawodowy «Solidarność», 1980—1981 и с 1988).
- Независимый самоуправляемый профсоюз индивидуальных фермеров «Солидарность» (Niezależny Samorządny Związek Zawodowy Rolników Indywidualnych «Solidarność», 1980—1981 и в 1989).
- Независимый самоуправляемый профсоюз «Солидарность 80» (Niezależny Samorządny Związek Zawodowy «Solidarność 80», в 1989).

#### Крестьянские союзы
- Сельскохозяйственные круги (Kółka rolnicze, существовали от 1862) — местные крестьянские организации, связаны с 1975 г. в Национальный союз фермеров, кругов и сельскохозяйственных организаций (Krajowy Związek Rolników, Kółek i Organizacji Rolniczych, KZRKiOR).
- Союз крестьянской самопомощи (Związek Samopomocy Chłopskiej, ZSCh, 1944—1957).

#### Женские организации
- Лига женщин (Liga Kobiet, с 1945), также под названием: Общественно-гражданская лига женщин, Лига польских женщин — женская организация, формально независимая (сотрудничающая с ПОРП).
- Круги деревенских хозяек (Koła Gospodyń Wiejskich, KGW, существовали от 1877) — женская организация Объединённой крестьянской партии.

#### Патриотические организации
- Всеобщая организация «Служба Польше» (Powszechna Organizacja «Służba Polsce», SP, 1948—1955) — организация физического, профессионального, гражданского воспитания и военной подготовки молодёжи.
- Лига защиты родины (Liga Obrony Kraju, LOK), Общество Друзей Солдата (Towarzystwo Przyjaciół Żołnierza, TPŻ), Лига Друзей Солдата (Liga Przyjaciół Żołnierza, LPŻ).
- Союз борцов за свободу и демократию (Związek Bojowników o Wolność i Demokrację, ZBOWiD, с 1949) — фронтовая организация.
- Общество развития Западных Земель (Towarzystwo Rozwoju Ziem Zachodnich, TRZZ, 1957—1970).
- Патриотическое объединение «Грюнвальд» (Zjednoczenie Patriotyczne «Grunwald», с 1981) — националистическая политическая организация, одобряющая социалистическую действительность.
- Всепольский грюнвальдский комитет (Ogólnopolski Komitet Grunwaldzki, с 1986) — организация, пропагандирующая традиции польского оружия.
- Совет охраны памяти борьбы и мученичества (Rada Ochrony Pamięci Walk i Męczeństwa, с 1947).

#### Организации международного сотрудничества
- Общество польско-советской дружбы (Towarzystwo Przyjaźni Polsko-Radzieckiej, TPPR, с 1944).
- Славянский комитет в Польше (Komitet Słowiański w Polsce, KSwP, с 1945).

#### Гуманитарные организации
- Польский Красный Крест (Polski Czerwony Krzyż, PCK, существовал от 1919).
- Польский комитет общественной помощи (Polski Komitet Pomocy Społecznej, PKPS, с 1958) — благотворительная организация.
- Общество друзей ребят (Towarzystwo Przyjaciół Dzieci, TPD, существовало с 1919), также под названием: Рабочее общество друзей ребят (Robotnicze Towarzystwo Przyjaciół Dzieci, RTPD).
- Общество развития семьи (Towarzystwo Rozwoju Rodziny, TRR, с 1957), также под названием: Общество сознательного материнства (Towarzystwo Świadomego Macierzyństwa, TŚM).

#### Секуляристские движения
- Общество свободомыслящих в Польше (Stowarzyszenie Wolnomyślicieli w Polsce, 1946—1951).
- Общество атеистов и свободомыслящих (Stowarzyszenie Ateistów i Wolnomyślicieli, SAiW, 1957—1969).
- Общество светской школы (Towarzystwo Szkoły Świeckiej, TSŚ, 1957—1969).
- Общество разрастания светской культуры (Towarzystwo Krzewienia Kultury Świeckiej, TKKŚ, с 1969).

#### Религиозные организации
- Объединение католиков «Каритас» (Zrzeszenie Katolików «Caritas», с 1950) — благотворительная и политическая организация католиков.
- Ассоциация «ПАКС» (Stowarzyszenie «PAX», с 1947) — прокоммунистическая организация светских католиков.
- Христианская общественная ассоциация (Chrześcijańskie Stowarzyszenie Społeczne, ChSS, с 1957) — партия христиан разных деноминаций.
- Польский католико-общественный союз (Polski Związek Katolicko-Społeczny, PZKS, с 1981) — католическая партия.
- Клуб католической интеллигенции (Klub Inteligencji Katolickiej, KIK, с 1956) — религиозно-политическая организация.

#### Организации национальных меньшинств
- Центральный комитет польских евреев (Centralny Komitet Żydów Polskich, CKŻP, 1944—1950).
- Общественно-культурное общество евреев в Польше (Towarzystwo Społeczno-Kulturalne Żydów w Polsce, TSKŻ, с 1950).
- Общество «Еврейский исторический институт в Польше» (Stowarzyszenie Żydowski Instytut Historyczny w Polsce, с 1951) — организационная база Еврейского исторического института.
- Союз еврейских писателей и журналистов в Польше (Związek Literatów i Dziennikarzy Żydowskich w Polsce).
- Белорусское общественно-культурное общество в Польше (Białoruskie Towarzystwo Społeczno-Kulturalne w Polsce, с 1956).
- Белорусское литературное общество «Беловежа» (Białoruskie Stowarzyszenie Literackie «Białowieża», с 1958).
- Белорусское объединение студентов (Białoruskie Zrzeszenie Studentów, с 1981).
- Украинское общественно-культурное общество (Ukraińskie Towarzystwo Społeczno-Kulturalne, UTSK, 1956—1990).
- Русское культурно-просветительное общество в Польше, РКПО (Rosyjskie Towarzystwo Kulturalno-Oświatowe, RTKO, 1956—1975)[23].
- Литовское общественно-культурное общество (Litewskie Towarzystwo Społeczno-Kulturalne, LTSK, с 1957).
- Немецкое культурно-общественное общество (Niemieckie Towarzystwo Kulturalno-Społeczne, NTKS, с 1957).
- Общественно-культурное общество чехов и словаков в Польше (Towarzystwo Społeczno-Kulturalne Czechów i Słowaków w Polsce, с 1957).

#### Прочие
- Лига сохранения природы (Liga Ochrony Przyrody, LOP, существовала с 1928 г.)
- Польское туристско-краеведческое общество (Polskie Towarzystwo Turystyczno-Krajoznawcze, PTTK, с 1950)
- Ведущая техническая организация (Naczelna Organizacja Techniczna, NOT, с 1945)
- Общество всеобщего знания (Towarzystwo Wiedzy Powszechnej, TWP, с 1950)
- Общество научных курсов (Towarzystwo Kursów Naukowych, TKN, 1978—1981)
- Общество охраны памятников (Towarzystwo Opieki nad Zabytkami, TOnZ, с 1974).
- Морская лига (Liga Morska, 1944—1953 и с 1980).
- Авиационная лига (Liga Lotnicza, 1946—1953).
- Аэроклуб Польской Народной Республики (Aeroklub Polskiej Rzeczypospolitej Ludowej, с 1963).
- Польский моторный союз (Polski Związek Motorowy, PZM, PZMot, с 1950).
- Общество трезвости транспортников (Towarzystwo Trzeźwości Transportowców, TTT, с 1957).

## Экономика

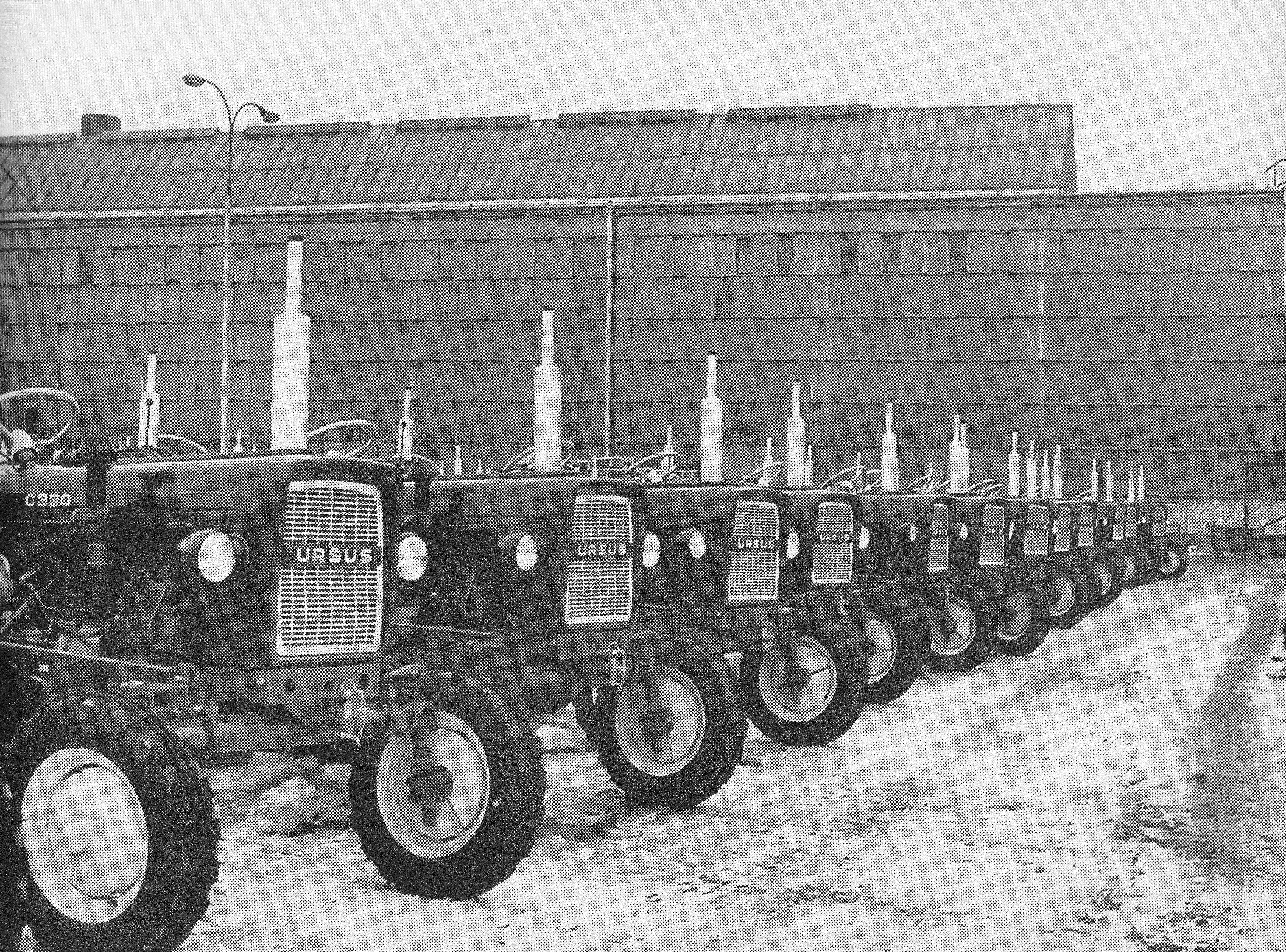

После войны Польше была навязана плановая экономика, основанная на советских решениях. Процесс ее реализации был инициирован национализацией предприятий и введением монополии во внешней торговле. В 1944 году внешней торговлей могло заниматься только государство.
Основная производственная единица в промышленности — предприятие государственной экономики (Jednostka gospodarki uspołecznionej), в сельском хозяйстве — сельскохозяйственные производственные кооперативы (Rolnicza spółdzielnia produkcyjna). 

Оператор железнодорожных перевозок — Польские государственные железные дороги (Polskie Koleje Państwowe), оператор телефонной и почтовой связи — Польская почта (Poczta Polska).
В Польше в социалистические времена выпускались собственные автомобили — микроавтобусы «Жук» (поставлялись в СССР) и «Ныса», грузовики «Стар», легковые пикапы «Тарпан», а также легковые автомобили компании FSO: «Варшава», «Сирена», «Польски Фиат 125П» и «Полонез». 
Также, предприятия «УНИТРА» (UNITRA, "Союз электронной и телетехнической промышленности") были разбросаны по всей Польше (Бартошице, Белосток, Богухвала, Быдгощ, Бялогард, Варшава, Вроцлав, Гнев, Гданьск, Гдыня, Дзержонюв, Жешув, Журомин, Колобжег, Кошалин, Краков, Кутно, Липск, Лодзь, Любартув, Макув-Мазовецкий, Млава, Скерневице, Ольштын, Пясечно, Торунь, Шидловец, Щецин) и выпускали телевизоры, магнитофоны, радиоприёмники, проигрыватели грампластинок, колонки и усилители под этой маркой. Они получили известность и в других соцстранах, например, в Румынии. Любопытно, но на некоторых польских телевизорах "Унитра" семидесятых и восьмидесятых годов выпуска были блоки переключения каналов, состоящие лишь из трёх и пяти кнопок (по сравнению с советскими, где их было шесть и восемь соответственно; и далеко не все из них имели пульты, а могли они быть как чёрно-белыми, так и цветными.) Большая часть производства была основана на лицензиях западных стран, так как экономика Польской Народной Республики не могла обеспечить собственные разработки. Также выпускалась польская версия одного из популярнейших советских телевизоров - "Rubin 714P"

## Культура

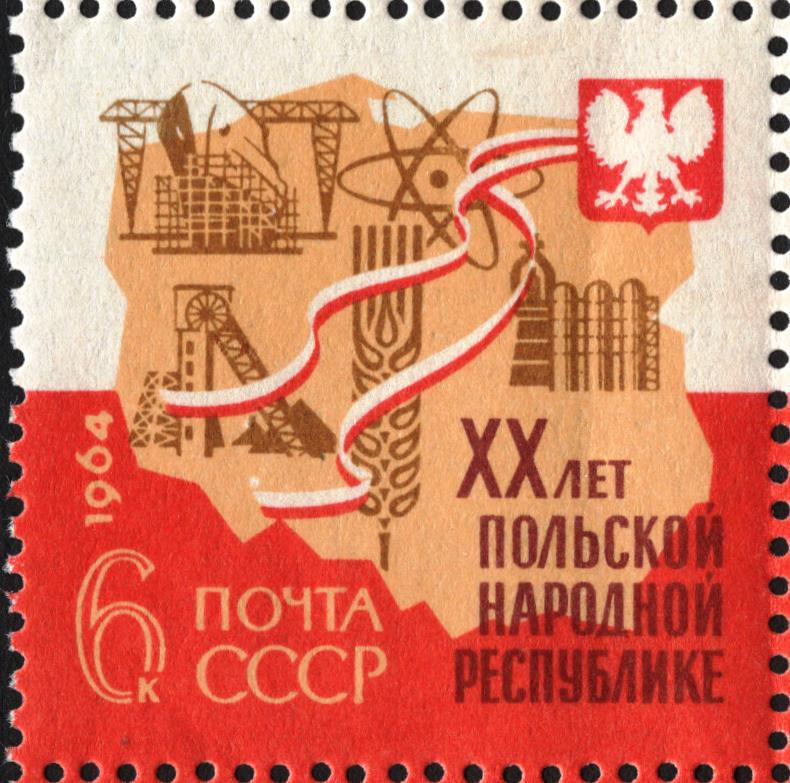
Марка СССР, 1964 год. 20-летие Польской Народной Республики

### Средства массовой информации

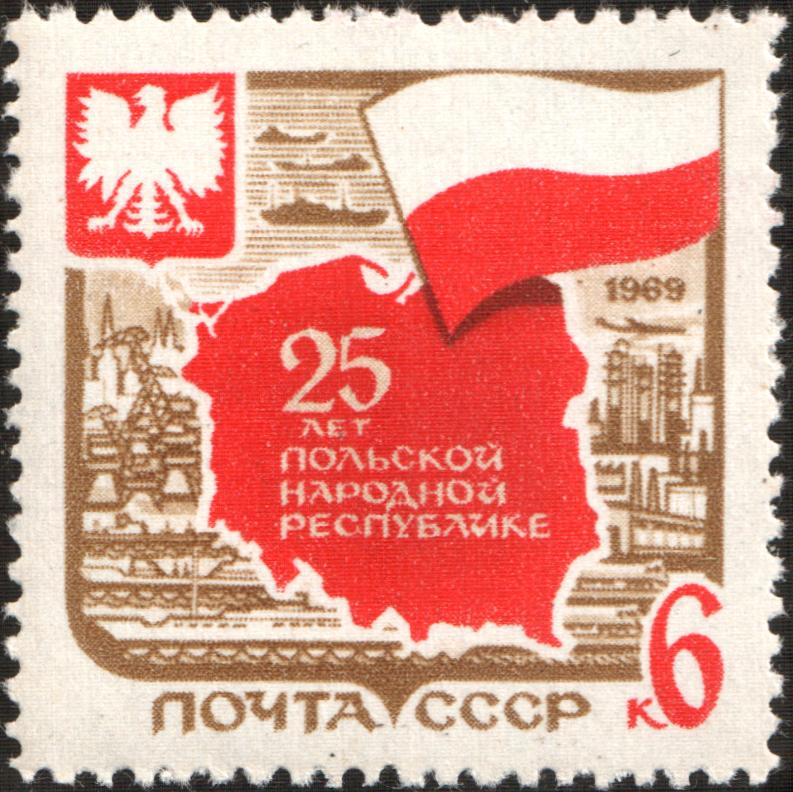
Марка СССР, 1969 год. Карта, государственный герб и флаг ПНР. 25-летие Польской Народной Республики

Информационное агентство: Польское агентство печати
Газеты и журналы
Пресса, получающая информацию от Польского агентства печати:
- Трибуна люду, Глос люду, Нове дроги, Хлопска дрога — печатные органы ЦК ППР, затем ЦК ПОРП.
- Глос працы — печатный орган Центрального Совета профсоюзов.

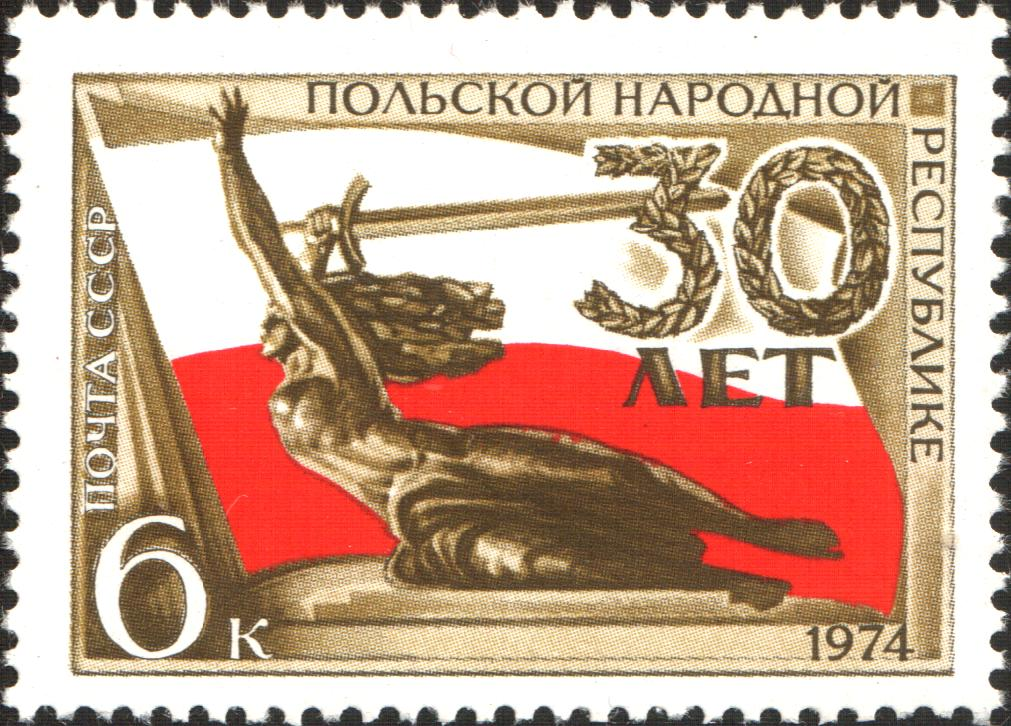
Марка СССР, 1974 год. 30-летие Польской Народной Республики

- Марка СССР, 1974 год. 30-летие Польской Народной РеспубликиДзенник людовы, Зелёны штандар — печатные органы Главного Комитета Объединённой крестьянской партии.
- Жолнеж вольносьци — печатный орган Министерства Национальной Обороны ПНР.
- Жолнеж польски — печатный орган Главного политического управления Войска Польского и Главного правления Лиги защиты родины.
- Курьер польски, Тыгодник демократычны — печатные органы Демократической партии.
- Тыгодник повшехны, Недэеля, Госць недэельны — еженедельники католической церкви.
- Слово повшехне, Католик, Жиче и мысьль, Керунки, Зожа сьвёнтечна — печатные органы прокоммунистической католической Ассоциации «ПАКС».
- Вензь, Знак — печатные органы оппозиционной католической Ассоциации «Знак».
- За и пшечив — печатный орган Христианской общественной ассоциации.
- Аргументы, Факты и мысьли — печатные органы Общества разрастания светской культуры.
- Свят млодых, На пшелай — печатные органы Союза польских харцеров.
- Штандар млодых, Валька млодых, Газета млодых, Разем, Доокола свята — печатные органы Союза польской молодёжи, а затем Союза социалистической молодёжи и Союза социалистической польской молодёжи.
- Зажеве, Нова весь — печатные органы Союза сельской молодёжи.
- Итд, Политехник — печатные органы Объединения польских студентов.
- Виднокренги — печатный орган Всепольского комитета мира.
- Жечпосполита, Жиче Варшавы — общегосударственные дневники Издательского кооператива «Чительник», а затем Рабочего Издательского Кооператива.
- Пшеглёнд спортовы, Спорт — спортивные дневники Рабочего Издательского Кооператива.
- Вечур, Вечур Выбжежа, Вечур Вроцлава, Дзенник вечорны, Курьер любельски, Курьер щечиньски, Экспресс вечорны, Экспресс илюстрованы, Экспресс познански, Эхо Кракова — послеобеденные дневники Рабочего Издательского Кооператива.
- Дзенник балтыцки, Дзенник всходни, Дзенник заходни, Дзенник польски, Газета вспулчесна, Газета краковска, Газета роботнича, Глос Велькопольски, Глос Выбжежа, Глос роботничы, Глос щечиньски, Слово люду, Слово польске, Трибуна опольска, Трибуна роботнича и другие региональные дневники воеводских комитетов ПОПР и Рабочего Издательского Кооператива.

Популярная пресса:
- Пшекруй, Политыка, По просту, Нова Культура, Тыгодник культуральны, Сьвят, Перспектывы, Панорама, Одглосы — самые популярные общественно-культурные еженедельники.
- Вето — еженедельник потребителей.
- Шпильки, Карузеля — сатиричные еженедельники.
- Пшиячулка, Кобета и жиче, Зверчядло, Филиппинка, Ты и я, Господыни — женская пресса.
- Мись, Сьверщик, Горизонты техники для детей, АБЦ техники, Малы моделяж, Пломычек, Пломык — журналы для ребят.
- Релякс, Пшигода, Альфа, Комикс-Фантастыка — комиксовые журналы.
- Фантастыка, Квазар, Фикцие — журналы научной фантастики.
- Фильм, Экран, Кино, Иллюзион, Камера, Квартальник фильмовы, Фильмовы сервис прасовы — журналы о кино.
- Твурчость, Жиче Литерацке, Диалог, Вспулчесность, Радар, Одра, Поэзъя, Литература на сьвече, Литература — литературные журналы.
- Ведза и жиче, Проблемы, Мувём веки, С отхлани векув, Спотканя с забытками, Дельта, Астронаутыка, Ураня, Горизонты техники, Млоды техник — научно-популярные журналы.
- Магазын польски, Форум — журналы перепечаток статей из заграничной прессы.

Журналы национальных и этнических меньшинств:
- Кашебе — печатный орган Кашубско-приморского объединения (частично на кашубском языке).
- Зжеш Кашебско — журнал Издательского кооператива «Зжеш Кашебско» (частично на кашубском языке).
- Фолксштимэ — печатный орган Общественно-культурного общества евреев в Польше (частично на языке идиш).
- Идише Шрифтн — литературный журнал Союза еврейских писателей и журналистов, Центральной еврейской исторической комиссии и Общественно-культурного общества евреев в Польше (на языке идиш).
- Мысль караимска — печатный орган Караимского религиозного союза Польши (частично на караимском языке).
- Живот — печатный орган Общественно-культурного общества чехов и словаков в Польше (на чешском и словацком языке).
- Димократис — еженедельник Рабочего Издательского Кооператива для эмигрантов из Греции (на греческом языке).
- Арбайтерштиме — печатный орган Профсоюза шахтёров для немецкого меньшинства (на немецком языке).
- Аушра — печатный орган Литовского общественно-культурного общества в Польше (на литовском языке).
- Наше слово — печатный орган Украинского общественно-культурного общества в Польше (на украинском языке).
- Нива — печатный орган Белорусского общественно-культурного общества в Польше (на белорусском языке).
- Русский голос — печатный орган Русского культурно-просветительного общества в Польше (на русском языке).
- Церковный вестник — печатный орган Польской православной церкви (на русском языке).

Журналы о сотрудничестве Польской Народной Республики и СССР:
- Пшиязнь — печатный орган Общества польско-советской дружбы на польском языке.
- Край рад — еженедельники варшавского отделения Агентства печати «Новости» на польском языке.
- Нове часы — перевод на польский язык международного журнала «Nova Doba» редактируемого редакцией советской газеты «Труд».

Электронные СМИ
Единственная в стране телекомпания и единственная радиокомпания — Польское радио и телевидение (Polskie Radio i Telewizja, PRT), управлялось Комитетом по делам телевидения и радиовещания (Komitet do Spraw Radia i Telewizji)
- Телевидение
  - TP1 (с 25 октября 1952 по 23 марта 1992)
  - TP2 (со 2 октября 1970 по 24 февраля 1992)
  - В Варшаве, помимо двух каналов польского телевидения, показывал ещё и третий (это была Первая программа ЦТ СССР из Москвы)
- Польское радио
  - PRT Program I (существовала от апреля 1926)
  - PRT Program II (с октября 1949)
  - PRT Program III (с апреля 1962)
  - PRT Program IV (с января 1976)
  - Программа для заграницы Польского радио (существовала от 1936)
- Харцерская Радиостанция (с апреля 1957) 
 — всем доступная радиопрограмма Союза польских харцеров, функционирующая независимо от радио-телевизионных структур государства.

До 1 февраля 1988 года Первая программа Польского радио вещала в ДВ-диапазоне на частоте 227 кГц. Ещё раньше, с 1946 по 1975 годы, в Польской Народной Республике функционировало проводное радиовещание по советскому образцу. Тогда радиовещание в Польше, как и в СССР, осуществлялось на нижнем УКВ-диапазоне (шкала частот 65,8...74 МГц), а также на диапазонах длинных, средних и коротких волн.

### Кинематограф
В 1945—1952 гг. единственной кинокомпанией было Государственное предприятие «Польский фильм» (Przedsiębiorstwo Państwowe Film Polski).
1955—1968
- Творческое объединение «Кадр» (Zespół Filmowy KADR)
- Творческое объединение «Иллюзион» (Zespół Filmowy «Iluzjon»)
- Творческое объединение «Сирена» (Zespół Filmowy «Syrena»)

С 1972
- Киностудия «Кадр» (Studio Filmowe Kadr)
- Творческое объединение «Pryzmat» (Zespół Filmowy «Pryzmat»)
- Творческое объединение «Силезия» (Zespół Filmowy «Silesia») (Катовице)
- Творческое объединение «X» (Zespół Filmowy «X»)
- Творческое объединение «Анекс» (Zespół Filmowy Aneks) (1981—1983)
- Творческое объединение «Дом» (Zespół Filmowy Dom)
- Творческое объединение «Oko» (Zespół Filmowy Oko) (с 1984 года)
- Творческое объединение «Панорама» (Zespół Filmowy Panorama)

### Религия
Большинство верующих — католики, были представлены епархиями:
- Гнезненская митрополия:
  - Архиепархия Гнезно (Познанское воеводство)
  - Епархия Хельмно (Быдгощское воеводство)
  - Епархия Вроцлавека (Быдгощское воеводство)
- Краковская митрополия:
  - Архиепархия Кракова (Краковское воеводство)
  - Епархия Ченстоховы (части Катовицкого, Лодзинского и Келецкого воеводств)
  - Епархия Катовиц (Катовицкое воеводство)
  - Епархия Кельц (Келецкое воеводство)
  - Епархия Тарнува (Краковское воеводство)
- Варшавская митрополия:
  - Архиепархия Варшава (Варшавское воеводство)
  - Епархия Люблина (Люблинское воеводство)
  - Епархия Лодзя (Лодзинское воеводство)
  - Епархия Плоцка (Варшавское воеводство)
  - Епархия Сандомира (Келецкое воеводство)
  - Епархия Седльце (части Белостокского, Варшавского и Люблинского воеводств)
- Львовская митрополия:
  - Архиепархия Львова (Жешувское воеводство)
  - Епархия Перемышля (Жешувское воеводство)
- Виленская митрополия (часть Белостокского воеводства):
  - Архиепархия Вильнюса
  - Епархия Пинска
  - Епархия Ломжи
- Вроцлавская митрополия:
  - Архиепархия Вроцлава (Вроцлавское воеводство)
  - Епархия Берлина (Шецинское, Колшалинское, Зелёногурское воеводства)
  - Епархия Вармии (Ольштынское воеводство)
- Епархия Гданьска (Гданьское воеводство)
- Архиепархия Познани (Познанское воеводство)

С 1972 года:
- Варшавская митрополия:
  - Архиепархия Варшавы
  - Епархия Люблина
  - Епархия Лодзи
  - Епархия Плоцка
  - Епархия Сандомира и Рандома
  - Епархия Седльце
  - Епархия Вармии
- Краковская митрополия:
  - Архиепархия Кракова
  - Епархия Ченстоховы
  - Епархия Катовиц
  - Епархия Кельц
  - Епархия Тарнова
- Архиепархия Познани
- Гнезненская митрополия:
  - Архиепархия Гнезно
  - Епархия Хельмно
  - Епархия Гданьска
  - Епархия Кошалина-Колобжега
  - Епархия Щецина-Каменя
  - Епархия Вроцлавека
- Вроцлавская митрополия:
  - Архиепархия Вроцлава
  - Епархия Гожува
  - Епархия Ополе
- Львовская митрополия:
  - Архиепархия Львова
  - Епархия Перемышля
- Виленская митрополия:
  - Архиепархия Вильнюса
  - Епархия Пинска
  - Епархия Ломжи

Лютеране были представлены Евангелическо-аугсбургской церковью Польши, 
кальвинисты — Евангелическо-реформатской церковью Польши, 
православные — Польской православной церковью, 
иудеи — Центральным комитетом польских евреев, 
старокатолики — Польско-католической церковью (Kościół Polskokatolicki). 
Католическая церковь мариавитов (Kościół Katolicki Mariawitów) и Старокатолическая церковь мариавитов Польши (Starokatolicki Kościół Mariawitów), в 1965 году была запрещена.